# قازان قیه تپه
قازان قیه تپه مربوط به عصر مفرغ قدیم - دوره اشکانیان - دوره ساسانیان است و در شهرستان میانه، بخش کندوان، دهستان تیرچای، ۱ کیلومتری جنوب غربی روستای زاویه واقع شده و این اثر در تاریخ ۲۷ اسفند ۱۳۸۶ با شمارهٔ ثبت ۲۲۷۲۵ به‌عنوان یکی از آثار ملی ایران به ثبت رسیده است.